# دبليو دبليو إي راو (لعبة فيديو 2002)
دبليو دبليو إي راو (بالإنجليزية: WWE Raw)‏ ، هي لعبة فيديو إلكترونية من نوع رياضة مصارعة الحرة، نشرها شركة تي إتش كيو الأمريكية سنة 2002م، وتعمل لمنصتي مايكروسوفت ويندوز وإكس بوكس.

## وصلة خارجية
- WWE Raw على موبي غيمز